# Persoonia gunnii
Persoonia gunnii är en tvåhjärtbladig växtart som beskrevs av Joseph Dalton Hooker. Persoonia gunnii ingår i släktet Persoonia och familjen Proteaceae. Utöver nominatformen finns också underarten P. g. oblanceolata.